# 乌拉木巴亚尔·巴尔斯包勒德
乌拉木巴亚尔·巴尔斯包勒德（1964年—）蒙古族，籍贯不详，蒙古国政治人物。

## 生平
巴尔斯包勒德是经济学博士。2000年，出任蒙古国自然环境部部长。2004年连任。